# IASP
International Association for the Study of Pain, IASP er den internationale selskab som sysler med smerte. Professor Troels Staehelin Jensen er præsident for IASP.

## Ekstern henvisning
- IASP online

38°54′01″N 77°02′03″V / 38.9004°N 77.0343°V